# Kubenskoje
Kubenskoje (rus. Кубенское озеро) je veliko i plitko jezero u Vologdskoj oblasti u Rusiji, smješteno na visini od 110,1 m/nm, proteže se 54 km od sjeverozapada prema jugoistoku.
Površina jezera je 648 km2, bez otoka — 407 km2. Prosječna mu je dubina 1.2 metara. Jezero je poznato po čestim olujama i sezonskim kolebanjima vodostaja. Prosječna sezonska varijacija je 2.4 metara, a maksimum je 5.49 metara. Jezero je izduženo od sjeverozapada prema jugoistoku. Jezero je izvor rijeke Suhone, koja istječe u jugoistočnom kutu jezera.
Administrativno, jezero je podijeljeno na Vologodski rajon (zapad), Sokolski rajon (jugoistok) i Ust-Kubinski rajon (istok) Vologodske oblasti. Po površini, Kubensko jezero je četvrto prirodno jezero u Vologodskoj oblasti (iza Onješkog jezera, Beloje jezera i jezera Vože) i peto jezero (također iza Ribinskog akumulacijskog jezera).
Površina slijeva jezera je 14700 km2. Slijev zauzima veći dio središnjeg i sjevernog dijela Vologodske oblasti, kao i dijelove Konošskog rajona Arhangelske oblasti. Glavni pritok jezera je Kubena.

## Povijest
Jezero su naselili Rusi u 12. stoljeću, kada je na otočiću u jezeru osnovan Kameni manastir. Jedna grana jaroslavljskih knezova posjedovala je zemlje u blizini i bila je poznata kao knezovi Kubenski. Od 1828. godine jezero je dio sustava kanala Volga - Sjeverna Dvina. Istočni kraj Sjeverno-Dvinskog kanala nalazi se na sjeverozapadnom kraju jezera. Godine 1917. izgrađena je brana na ušću Suhone, čime je jezero pretvoreno u akumulacijsko jezero.

## Vanjske poveznice
|  | Zajednički poslužitelj ima još gradiva o temi Kubenskoje |